# Maia Ramsden
Maia Ramsden (* 23. März 2002 in New York City, Vereinigte Staaten) ist eine neuseeländische Leichtathletin, die sich auf den Mittelstreckenlauf spezialisiert hat. Aktuell ist sie Inhaberin des Landesrekordes über 1500 Meter.

## Sportliche Laufbahn
Maia Ramsden wurde in den Vereinigten Staaten geboren, wuchs aber in Neuseeland auf. Von 2020 bis 2024 studierte sie an der Harvard University und wurde 2023 und 2024 NCAA-Collegemeisterin im 1500-Meter-Lauf. Zudem wurde sie 2024 Hallenmeisterin über die Meile. Erste internationale Erfahrungen sammelte sie im Jahr 2024, als sie bei den Hallenweltmeisterschaften in Glasgow mit 4:06,88 min auf den zehnten Platz über 1500 Meter gelangte. Im Mai verbesserte sie den neuseeländischen Landesrekord auf 4:02,58 min und qualifizierte sich damit für die Olympischen Sommerspiele in Paris, bei denen sie mit Landesrekord von 4:02,20 min im Halbfinale ausschied. Im Jahr darauf schied sie bei den Hallenweltmeisterschaften in Nanjing mit 4:14,89 min im Vorlauf über 1500 Meter aus.

## Persönliche Bestzeiten
- 1500 Meter: 4:02,20 min, 8. August 2024 in Paris (neuseeländischer Rekord)
  - 1500 Meter (Halle): 4:03,61 min, 2. März 2025 in Boston (neuseeländischer Rekord)
- Meile: 4:24,79 min, 21. August 2024 in Borås
  - Meile (Halle): 4:21,56 min, 2. März 2025 in Boston (neuseeländischer Rekord)
  - 3000 Meter (Halle): 8:46,84 min, 2. Dezember 2023 in Boston
- 5000 Meter: 15:29,06 min, 25. Mai 2024 in Lexington